# Cheilinus chlorourus
Cheilinus chlorourus е вид лъчеперка от семейство Labridae.

## Разпространение
Видът е разпространен в Австралия, Американска Самоа, Вануату, Гуам, Йемен, Индия, Индонезия, Камбоджа, Кения, Кирибати, Китай, Кокосови острови, Коморски острови, Мавриций, Мадагаскар, Майот, Малайзия, Малдиви, Малки далечни острови на САЩ, Маршалови острови, Мианмар, Микронезия, Мозамбик, Науру, Ниуе, Нова Каледония, Острови Кук, Палау, Папуа Нова Гвинея, Питкерн, Провинции в КНР, Реюнион, Самоа, Северни Мариански острови, Сейшели, Соломонови острови, Сомалия, Тайван, Тайланд, Танзания, Токелау, Тонга, Тувалу, Уолис и Футуна, Фиджи, Филипини, Френска Полинезия, Шри Ланка, Южна Африка и Япония.